# Kanton Callac
Callac is een kanton van het Franse departement Côtes-d'Armor. Het kanton maakt deel uit van het arrondissement Guingamp.

## Gemeenten
Het kanton Callac omvatte tot 2014 de volgende 11 gemeenten:
- Bulat-Pestivien
- Calanhel
- Callac (hoofdplaats)
- Carnoët
- Duault
- Lohuec
- Maël-Pestivien
- Plourac'h
- Plusquellec
- Saint-Nicodème
- Saint-Servais

Bij de herindeling van de kantons door het decreet van 13 februari 2014, , met uitwerking op 22 maart 2015, werden daar volgende 17 gemeenten aan toegevoegd:
- Belle-Isle-en-Terre
- Bourbriac
- La Chapelle-Neuve
- Coadout
- Gurunhuel
- Kerien
- Kerpert
- Loc-Envel
- Louargat
- Magoar
- Moustéru
- Plésidy
- Plougonver
- Pont-Melvez
- Saint-Adrien
- Senven-Léhart
- Tréglamus